# Micoud (quận)
Micoud là một quận on the đảo quốc Saint Lucia ở Caribe, quận cũng bao gồm một làng cùng tên. Theo thống kê năm 2002, dân số quận là 16.143 người. Làng Micoud có tọa độ 13°49′B 60°54′T / 13,817°B 60,9°T.